# Mohamed Ouaadi
Mohamed Ouaadi  (né le 1er janvier 1969 à Tiznit, au Maroc) est un athlète français, spécialiste des courses de fond.

## Biographie
Licencié à l'Olympique de Marseille Athlétisme, et membre de la Légion étrangère, il améliore à trois reprises le record de France du marathon : 2 h 09 min 54 s en 1998, puis 2 h 09 min 17 s et 2 h 07 min 55 s en 1999. Il remporte le titre de champion de France du semi-marathon en 1998 et du 10 km sur route en 2002.
En 2000, Mohamed Ouaadi remporte le Marathon de Paris dans le temps de 2 h 08 min 49 s. Il participe cette même année aux Jeux olympiques de Sydney et se classe huitième de l'épreuve en 2 h 14 min 04 s. Il termine quatrième du Marathon de Chicago 2001 et quatrième du Marathon de New York 2002.
En 2005, il devient champion de France de l'Ekiden.

### Palmarès
| Date | Compétition          | Lieu     | Résultat | Épreuve  | Performance     |
| ---- | -------------------- | -------- | -------- | -------- | --------------- |
| 2000 | Marathon de Paris    | Paris    | 1er      | Marathon | 2 h 08 min 49 s |
| 2000 | Jeux olympiques      | Sydney   | 8e       | Marathon | 2 h 14 min 04 s |
| 2001 | Marathon de Chicago  | Chicago  | 4e       | Marathon | 2 h 09 min 26 s |
| 2002 | Marathon de New York | New York | 4e       | Marathon | 2 h 08 min 53 s |

### Records
| Épreuve       | Performance     | Lieu | Date |
| ------------- | --------------- | ---- | ---- |
| 10 000 m      | 28 min 33 s 59  |      | 2002 |
| Semi-marathon | 1 h 02 min 29 s |      | 1998 |
| Marathon      | 2 h 07 min 55 s |      | 1999 |